# Schubspannungswiderstand
Der Schubspannungswiderstand {\displaystyle F_{w}} (oder Reibungswiderstand) ist die Kraft auf einen umströmten Körper, die aus der Scherung des an den Oberflächen anhaftenden Fluids entsteht. Die Größe dieser Kraft hängt ab von der Größe {\displaystyle A} der betroffenen Oberfläche und den Strömungsverhältnissen, vor allem davon, ob die anliegende Strömung laminar oder turbulent ist: turbulente Strömungen vergrößern die Wandschubspannung {\displaystyle \tau _{w}}, laminare verringern sie:
{\displaystyle F_{w}=A\cdot \tau _{w}}
Der Schubspannungswiderstand bildet zusammen mit dem Druckwiderstand den Gesamtwiderstand eines umströmten Körpers.
Zur Reduzierung des Schubspannungswiderstandes werden bei Segelflugzeugen Laminar-Profile verwendet, die mit einer besonders großen Dickenrücklage (dickste Stelle des Profils um die Mitte statt etwa beim vorderen Viertel) eine möglichst lange laminare Strömung behalten. Die aerodynamische Güte dieser Profile ist stark von der Beschaffenheit der Oberfläche abhängig: schon Regentropfen, Kondenswasser, Schmutz oder Insekten können den Luftwiderstand erheblich erhöhen.